# Carlos Slim Helú
Carlos Slim Helú (phát âm tiếng Tây Ban Nha: [ˈkaɾlos ezˈlim eˈlu]; sinh ngày 28 tháng 1 năm 1940 tại Mexico) là một ông trùm kinh doanh, nhà đầu tư và nhà từ thiện người Mexico. Từ năm 2010 đến 2013, Slim được tạp chí kinh doanh Forbes xếp hạng là người giàu nhất thế giới. Ông có được tài sản từ việc nắm giữ nhiều cổ phần của mình trong một số lượng đáng kể các công ty Mexico thông qua tập đoàn Grupo Carso thuộc sở hữu của chính ông. Tính đến tháng 2 năm 2020, ông là người giàu thứ năm trên thế giới theo danh sách các tỷ phú thế giới của Forbes, ông và gia đình có tài sản ròng ước tính 68,9 tỷ đô la. Đồng nghĩa với việc là người giàu nhất ở Mỹ Latinh.
Tập đoàn của ông tham gia vào các lĩnh vực như giáo dục, chăm sóc sức khỏe, sản xuất công nghiệp, giao thông vận tải, bất động sản, truyền thông, năng lượng, khách sạn, giải trí, công nghệ cao, bán lẻ, thể thao và dịch vụ tài chính. Lĩnh vực chiếm 40% danh sách trên Sở giao dịch chứng khoán Mexico, trong khi giá trị tài sản ròng của ông tương đương khoảng 6% tổng sản phẩm quốc nội của Mexico. Tính đến năm 2016, ông là cổ đông đơn lẻ lớn nhất của The New York Times Company.

## Tiểu sử

### Gia đình
Slim sinh ngày 28 tháng 1 năm 1940, tại Thành phố Mexico, có cha là ông Julián Slim Haddad (tên khai sinh là Khalil Salim Haddad Aglamaz) và mẹ là Linda Helú Atta, người theo nhóm Cơ đốc giáo Maronite đến từ Li-băng.
Người cha nhập cư đến Mexico năm 14 tuổi vào năm 1902 và đổi tên thành Julián. Vì không có gì lạ khi trẻ em Li-băng được gửi ra nước ngoài trước khi chúng 15 tuổi để tránh bị bắt đi lính vào quân đội Ottoman, bốn người anh trai của Haddad đã sống ở Mexico vào thời điểm ông đến.
Mẹ ông, bà Linda Helú Atta được sinh ra ở Parral, Chihuahua, có cha mẹ di cư từ Li-băng đến Mexico vào cuối thế kỷ 19. Cha mẹ của bà Linda khi nhập cư đến Mexico đã thành lập một trong những tạp chí tiếng Ả Rập đầu tiên cho cộng đồng người Mexico gốc Li-băng, bằng cách sử dụng một chiếc máy in mà họ mang theo khi sang lánh nạn.
Năm 1911, cha của Slim, ông Julián thành lập một cửa hàng bán đồ khô, La Estrella del Oriente (Ngôi sao của Phương Đông). Đến năm 1921, ông đã mua bất động sản ở khu thương mại phồn hoa của Thành phố Mexico. Các doanh nghiệp này trở thành nguồn của cải đáng kể. Tháng 8 năm 1926, ông Julián Slim và bà Linda Helú kết hôn. Gia đình có sáu người con: Nour, Alma, Julián Jr., José, Carlos và Linda.  Ông Julián, cha của Slim là người đã có ảnh hưởng trong cộng đồng kinh doanh Liban-Mexico và đã qua đời năm 1953.

### Thời niên thiếu
Từ khi còn nhỏ, Slim đã bộc lộ mong muốn trở thành một doanh nhân và nhận được những bài học kinh doanh từ cha mình, người đã dạy cho các con về tài chính, quản lý và kế toán, cách đọc báo cáo tài chính cũng như tầm quan trọng của việc lưu giữ hồ sơ tài chính chính xác.
Năm 11 tuổi, Slim đầu tư vào một trái phiếu  chính phủ, giúp ông hiểu về khái niệm lãi suất kép. Sau cùng, Silm có thói quen lưu mọi giao dịch tài chính và kinh doanh mà mình thực hiện vào một cuốn sổ cái (ledger book) riêng, ông vẫn giữ đến hiện giờ.
Năm 12 tuổi, ông mua cổ phiếu đầu tiên, cổ phiếu của một ngân hàng Mexico. Năm 15 tuổi, Slim đã trở thành cổ đông của ngân hàng lớn nhất Mexico. Năm 17 tuổi đã kiếm được 200 peso mỗi tuần khi làm việc cho công ty của cha mình. Slim tiếp tục theo học ngành xây dựng dân dụng tại Đại học Tự trị Quốc gia Mexico, nơi ông đồng thời được dạy về đại số và lập trình tuyến tính.
Mặc dù Slim là một sinh viên chuyên ngành kỹ thuật dân dụng, ông cũng thể hiện sự quan tâm đến kinh tế. Ông đã tham gia các khóa học kinh tế ở Chile sau khi hoàn thành bằng kỹ sư của mình. Tốt nghiệp chuyên ngành xây dựng dân dụng, Slim cho biết khả năng toán học và kiến thức nền tảng về lập trình tuyến tính của bản thân là yếu tố then chốt giúp mình có được lợi thế trong thế giới kinh doanh, đặc biệt là khi đọc các báo cáo tài chính.

## Sự nghiệp kinh doanh

### Thập niên 1960
Sau khi tốt nghiệp đại học năm 1961, Slim bắt đầu sự nghiệp của mình với tư cách là môi giới chứng khoán ở Mexico, thường làm việc 14 giờ mỗi ngày. Năm 1965, lợi nhuận từ các khoản đầu tư riêng của Slim đạt 400,000 đô la Mỹ, cho phép ông bắt đầu mở công ty môi giới chứng khoán Inversora Bursátil. Ngoài ra, ông cũng bắt đầu đặt nền tảng tài chính cho Grupo Carso. Năm 1965, ông cũng mua lại Jarritos del Sur. Năm 1966, trị giá 440 million đô la Mỹ, ông thành lập Inmobiliaria Carso.

### Thập niên 70
Các công ty trong ngành xây dựng, nước giải khát, in ấn, bất động sản, đóng chai và khai thác mỏ là trọng tâm trong sự nghiệp kinh doanh đang phát triển ban đầu của Slim. Sau đó, ông mở rộng sang nhiều ngành công nghiệp bao gồm phụ tùng ô tô, nhôm, hàng không, hóa chất, thuốc lá, sản xuất dây cáp và dây điện, giấy và bao bì, khai thác đồng và khoáng sản, lốp xe, xi măng, bán lẻ, khách sạn, nhà phân phối đồ uống, viễn thông và dịch vụ tài chính nơi Slim's Grupo Financiero Indowa - bán bảo hiểm và đầu tư tiền tiết kiệm, quỹ tương hỗ và các kế hoạch lương hưu của hàng triệu người Mexico bình thường.
Đến năm 1972, ông đã thành lập hoặc mua thêm bảy doanh nghiệp trong các lĩnh vực này, trong đó có một doanh nghiệp cho thuê thiết bị xây dựng.
Năm 1976, ông mở rộng nhánh bằng cách mua 60% cổ phần của Galas de México, một nhà máy in nhãn bao thuốc lá nhỏ với 1 triệu đô la Mỹ và vào năm 1980, ông củng cố lợi ích kinh doanh của mình bằng cách thành lập Grupo Galas làm công ty mẹ của một tập đoàn có các quyền lợi trong ngành công nghiệp, xây dựng, khai thác mỏ, bán lẻ, thực phẩm và thuốc lá.
Năm 1981, Slim mua lại phần lớn cổ phần của Cigarros la Tabacelera Mexicana (Cigatam), nhà sản xuất và tiếp thị thuốc lá lớn thứ hai Mexico, với giá  đã được giảm.

### Thập niên 80
Năm 1982, nền kinh tế Mexico suy thoái nhanh chóng. Khi nhiều ngân hàng đang gặp khó khăn và các nhà đầu tư nước ngoài đang cắt giảm đầu tư và đổ xô, Slim bắt đầu đầu tư mạnh và mua nhiều công ty hàng đầu với mức định giá thấp. Mua tài sản gặp khó khăn với giá thấp để bán lại sau đó với giá hấp dẫn là chiến lược kinh doanh mà Slim đã thực hiện trong suốt sự nghiệp của mình.
Có con mắt đầu tư nhạy bén đối với giá trị, Slim tuân thủ các phương pháp đầu tư giá trị của mình với lịch sử lâu dài về việc mua cổ phần trong các công ty mà ông coi là được định giá thấp. Phần lớn các giao dịch kinh doanh của Slim liên quan đến một chiến lược đơn giản, đó là mua một doanh nghiệp và bám trụ nó để lấy dòng tiền hoặc cuối cùng bán cổ phần với lợi nhuận lớn hơn trong tương lai, do đó thu được lợi nhuận từ vốn cũng như tái đầu tư số tiền gốc ban đầu vào một doanh nghiệp mới. Ngoài ra, cấu trúc tập đoàn của ông cho phép Slim mua nhiều cổ phần khi có biểu hiện suy thoái nếu một hoặc nhiều lĩnh vực của nền kinh tế không hoạt động tốt.
Từ giữa những năm 1960 đến đầu những năm 1980, Slim cùng với số thành viên đang tăng lên trong gia đình lại sống một cuộc sống khiêm tốn, trong khi thu nhập từ nhiều hoạt động kinh doanh của Slim được tái đầu tư vào việc mở rộng và mua lại nhiều hơn. Slim mua lại các công ty có tỷ suất sinh lợi cao mà ông tin rằng đã bị định giá thấp và cải tổ ban quản lý của họ. Ông đa dạng hóa một cách có phương pháp trong nhiều lĩnh vực công nghiệp trên khắp nền kinh tế Mexico, đầu tư vào bất động sản, sau đó là công ty thiết bị xây dựng và công ty khai thác mỏ. Danh mục đầu tư của các công ty Slim đã phát triển bao gồm một công ty in ấn, một công ty thuốc lá và các cửa hàng bán lẻ.
Trong thời kỳ kinh tế Mexico suy thoái trước khi phục hồi vào năm 1985, Slim đã đầu tư rất nhiều. Anh ta đã mua toàn bộ hoặc một tỷ lệ lớn của nhiều doanh nghiệp Mexico, bao gồm Empresas Frisco, một công ty khai thác và hóa chất sản xuất bạc, vàng, đồng, chì và kẽm từ quặng khai thác, và cả các sản phẩm hóa học như axit flohydric và molypden với giá chỉ 50 triệu USD, Industrias Nacobre, nhà sản xuất các sản phẩm bằng đồng, Reynolds Aluminio, Compania Hulera Euzkadi, nhà sản xuất lốp xe lớn nhất Mexico, các khách sạn Bimex, và phần lớn cổ phần của nhà bán lẻ thực phẩm, cửa hàng quà tặng và chuỗi nhà hàng Sanborn Hermanos.
Slim đã dành ra 13 triệu đô la Mỹ để mua công ty bảo hiểm Seguros de México vào năm 1984, và sau đó đã sáp nhập vào công ty Seguros Indowa. Giá trị cổ phần của ông trong Seguros cuối cùng thành 1,5 billion đô la Mỹ tính đến 2007, sau 4 vòng spin-off. Ông cũng có được 40% và 50% cổ phần trong các công ty British American Tobacco và The Hershey Company ở Mexico, cũng như mua lại các lô đất (chính phủ cấp cho tư nhân) lớn của Denny's và Firestone Tires. Ông cũng chuyển sang lĩnh vực dịch vụ tài chính, mua Seguros de México và tạo ra từ nó, cùng với các giao dịch mua khác như Fianzas La Guardiana và Casa de Bolsa Indowa, Grupo Financiero Indowa. Nhiều thương vụ mua lại này được tài trợ bởi doanh thu và dòng tiền từ Cigatam, một công ty kinh doanh thuốc lá mà ông đã mua sớm trong thời kỳ suy thoái kinh tế.
Năm 1988, Slim mua lại nhóm công ty Nacobre, kinh doanh các sản phẩm đồng và nhôm, cùng với công ty kinh doanh hóa chất, Química Fluor và các công ty khác.

### Thập niên 90
Slim đã kiếm được một khối tài sản lớn vào đầu những năm 1990 khi Mexico tư nhân hóa ngành viễn thông của mình và Grupo Carso mua lại Telmex từ chính phủ Mexico Grupo Carso cũng mua lại phần lớn quyền sở hữu của Porcelanite, một công ty sản xuất gạch vào năm 1990. Khoản đầu tư này được giao cho một công ty liên kết, nhưng vào năm 1995, Grupo Carso bắt đầu tăng cổ phần của mình lên 83% và sau đó biến nó thành công ty con.
Sau đó vào năm 1990, Slim hợp tác với France Télécom và Southwestern Bell Corporation để mua lại công ty điện thoại cố định Telmex từ chính phủ Mexico, khi Mexico bắt đầu tư nhân hóa các ngành công nghiệp quốc gia của mình. Slim là một trong những nhà đầu tư ban đầu của Telmex, doanh thu của công ty cuối cùng đã hình thành nên phần lớn tài sản của Slim. Đến năm 2006, 90% đường dây điện thoại ở Mexico được điều hành bởi Telmex và công ty điện thoại di động của ông, Telcel, được tạo ra từ công ty Radiomóvil Dipsa, vận hành gần 80% tổng số điện thoại di động của đất nước. Đến năm 2012, América Movil, công ty điện thoại di động của Slim, đã tiếp quản Telmex và biến nó thành một công ty con do tư nhân nắm giữ.
Năm 1991, ông mua lại Hoteles Calinda (nay là OSTAR Grupo Hotelero), và vào năm 1993, ông tăng cổ phần của mình trong General Tire và Grupo Aluminio đến mức có lợi ích đa số cổ đông.
Vào tháng 7 năm 1997, Grupo Carso đã đồng ý về nguyên tắc bán Procter & Gamble de México, một công ty con của The Procter & Gamble Co., một nhà máy sản xuất ở Apizaco và Lypps, Pampys, và các nhãn hiệu khăn giấy vệ sinh khác của công ty với giá khoảng 170 triệu đô la nhưng giữ nguyên công ty sản xuất các sản phẩm giấy vệ sinh của mình, Fábricas de Papel Loreto y Peña Pobre.
Năm 1999, Slim bắt đầu mở rộng sở thích kinh doanh của mình ra ngoài châu Mỹ Latinh. Mặc dù phần lớn tài sản ông nắm giữ chủ yếu vẫn ở Mexico, nhưng ông bắt đầu hướng tới Hoa Kỳ để đầu tư ra nước ngoài.